# Кочки
Ко́чки (рос. Кочки) — село у складі Родинського району Алтайського краю, Росія. Адміністративний центр та єдиний населений пункт Кочкинської сільської ради.

## Населення
Населення — 943 особи (2010; 1196 у 2002).
Національний склад (станом на 2002 рік):
- росіяни — 66 %
- українці — 31 %